# Angelo Gattermayer
Angelo Gattermayer (Vienna, 6 giugno 2002) è un calciatore austriaco, attaccante del Wolfsberger.

## Carriera

### Club
Gattermayer è cresciuto nel settore giovanile dell'Admira Wacker M. e ha esordito in prima squadra il 21 maggio 2021 nell'incontro di Bundesliga pareggiato 1-1 contro l'Altach. Ha segnato il suo primo gol il 29 luglio 2022 nella sfida casalinga vinta 4-3 contro il Grazer AK in 2. Liga.
Il 10 luglio 2023 si è trasferito in Germania al Waldhof Mannheim. Utilizzato in una sola occasione, nel gennaio seguente ha fatto ritorno in Austria, in prestito all'Amstetten.
Il 16 luglio 2024 è stato ceduto a titolo definitivo al Wolfsberger.

### Nazionale
Ha giocato con la nazionale giovanile austriaca Under-21.

## Statistiche

### Presenze e reti nei club
Statistiche aggiornate all'11 novembre 2024.
| Stagione        | Squadra             | Campionato      | Campionato | Campionato | Coppe nazionali | Coppe nazionali | Coppe nazionali | Coppe continentali | Coppe continentali | Coppe continentali | Altre coppe | Altre coppe | Altre coppe | Totale | Totale | Totale |
| Stagione        | Squadra             | Comp            | Pres       | Reti       | Comp            | Pres            | Reti            | Comp               | Pres               | Reti               | Comp        | Pres        | Reti        | Pres   | Reti   |        |
| --------------- | ------------------- | --------------- | ---------- | ---------- | --------------- | --------------- | --------------- | ------------------ | ------------------ | ------------------ | ----------- | ----------- | ----------- | ------ | ------ | ------ |
| 2020-2021       | Admira Wacker M. II | RL              | 2          | 0          | -               | -               | -               | -                  | -                  | -                  | -           | -           | -           | 2      | 0      |        |
| 2021-2022       | Admira Wacker M. II | RL              | 14         | 6          | -               | -               | -               | -                  | -                  | -                  | -           | -           | -           | 14     | 6      |        |
| 2020-2021       | Admira Wacker M.    | BL              | 1          | 0          | CA              | 0               | 0               | -                  | -                  | -                  | -           | -           | -           | 1      | 0      |        |
| 2021-2022       | Admira Wacker M.    | BL              | 13         | 0          | CA              | 0               | 0               | -                  | -                  | -                  | -           | -           | -           | 13     | 0      |        |
| 2022-2023       | Admira Wacker M.    | 2L              | 25         | 6          | CA              | 2               | 0               | -                  | -                  | -                  | -           | -           | -           | 27     | 6      |        |
| 2023-gen. 2024  | Waldhof Mannheim    | 3L              | 1          | 0          | CG              | 0               | 0               | -                  | -                  | -                  | -           | -           | -           | 1      | 0      |        |
| gen.-giu. 2024  | Amstetten           | 2L              | 14         | 3          | CA              | 0               | 0               | -                  | -                  | -                  | -           | -           | -           | 14     | 3      |        |
| 2024-2025       | Wolfsberger         | BL              | 11         | 1          | CA              | 3               | 1               | -                  | -                  | -                  | -           | -           | -           | 14     | 2      |        |
| Totale carriera | Totale carriera     | Totale carriera | 81         | 16         |                 | 5               | 1               |                    | -                  | -                  |             | -           | -           | 86     | 17     |        |

## Palmarès

### Club

#### Competizioni nazionali
- Coppa d'Austria: 1

Wolfsberger: 2024-2025